# Parque nacional de Khun Nan
El parque nacional de Khun Nan (en tailandés, อุทยานแห่งชาติขุนน่าน) es un área protegida de Tailandia, en la provincia de Nan. Se extiende por una superficie de 248,60 kilómetros cuadrados. El parque está situado al norte del parque nacional de Doi Phu Kha y fue establecido en 2009.
Este parque nacional tiene una enorme riqueza de especies vegetales que crecen en la zona de montaña y bosque. Bosques perennes montanos y bosques perennes húmedos dominan el parque nacional.
Se halla en la parte occidental de la cordillera de Luang Prabang en la zona fronteriza con Laos, en el lado tailandés de la cordillera. Recibe su nombre del subdistrito de Khun Nan (tambon) de distrito de Chaloem Phra Kiat de la provincia de Nan e incluye partes ubicadas en el distrito de Bo Kluea. 